# IBM InfoSphere DataStage
IBM InfoSphere DataStage è uno strumento ETL che fa parte della suite IBM di soluzioni per piattaforme informative e di IBM InfoSphere.
Usa una notazione grafica per costruire soluzioni di integrazioni dati ed è disponibile in varie versioni tra cui: l'edizione Server, l'edizione Enterprise e la MVS.